# Reidar Liaklev
Reidar Kristofer Liaklev (15. července 1917 Jaren – 1. března 2006 Jaren) byl norský rychlobruslař.
Na velkých mezinárodních závodech se poprvé objevil v roce 1947, kdy debutoval čtvrtým místem na Mistrovství světa. Nejúspěšnější sezónu prožil v následujícím roce. Na Zimních olympijských hrách 1948 získal zlatou medaili v závodě na 5000 m (dvojnásobnou trať nedokončil), následně na to zvítězil také na Mistrovství Evropy, na světovém šampionátu byl šestý. Zlatou medaili na kontinentálním šampionátu 1949 neobhájil, skončil pátý. Poslední cenný kov, stříbro, získal na Mistrovství Evropy 1950. Po sezóně 1949/1950 ukončil sportovní kariéru.